# Do You Wanna Get High?
«Do You Wanna Get High?» és el segon senzill de l'àlbum Weezer, desè en la discografia del grup estatunidenc Weezer. Fou llançat el 3 de novembre de 2015.
Les lletres escrites per Cuomo tracten la seva addicció a les píndoles per prescripció que va prendre amb la seva xicota durant una època.

## Llista de cançons
| Núm. | Títol                    | Durada |
| ---- | ------------------------ | ------ |
| 1.   | «Do You Wanna Get High?» | 3:27   |